# Roman Sanżar
Roman Mykołajowycz Sanżar, ukr. Роман Миколайович Санжар (ur. 28 maja 1979 w Doniecku) – ukraiński piłkarz grający na pozycji pomocnika, trener piłkarski.

## Kariera piłkarska

### Kariera klubowa
Wychowanek klubu Szachtar Donieck. W 1995 rozpoczął karierę piłkarską w składzie drugiej drużyny Szachtara. Na początku 2001 został piłkarzem Metałurha Donieck. Również rozegrał 3 mecze w farm klubie Maszynobudiwnyk Drużkiwka. Na początku 2002 przeszedł do Krywbasu Krzywy Róg, a latem 2003 przeniósł się do Zorii Ługańsk. Od 2004 bronił barw Olimpika Donieck, w który pełni funkcję kapitana drużyny. W grudniu 2012 postanowił zakończyć karierę piłkarską.

## Kariera trenerska
Jeszcze będąc piłkarzem rozpoczął pracę szkoleniową. Od 17 kwietnia 2013 roku pełnił funkcje głównego trenera Olimpiku Donieck, 1 czerwca 2013 został zatwierdzony jako główny trener, a na początku października 2018 zrezygnował z tego stanowiska. 3 października 2018 za obopólna zgodą opuścił Olimpik. 3 września 2019 stał na czele Karpat Lwów.

## Sukcesy i odznaczenia

### Sukcesy klubowe
- brązowy medalista Mistrzostw Ukrainy: 2002
- mistrz Drugiej Lihi Ukrainy, grupa B: 2011